# Eisenbahnbrücke Kaunas
Die Eisenbahnbrücke Kaunas (lit. Kauno geležinkelio tiltas, Žaliasis tiltas) ist eine Eisenbahnbrücke über die Memel in der Stadt Kaunas in Mittellitauen. Die 327 Meter lange Eisenbahnbrücke verbindet den Stadtteil des Bahnhofs Kaunas mit dem Stadtteil Žemoji Freda. Seit 18. November 1996 ist sie in das Register der unbeweglichen Kulturgüter eingetragen.

## Geschichte
Die Eisenbahnbrücke Kaunas wurde gleichzeitig mit dem Eisenbahntunnel Kaunas im Zuge des Baus der Bahnstrecke Landwarow–Eydtkuhnen (Lentvaris–Tschernyschewskoje) errichtet. Sie wurde vom April 1859 bis zum 4. Februar 1862 von der französischen Firma Ernest Gouin et Cie erbaut. Die Brückenteile aus Metall wurden in Frankreich gefertigt und dann per Schiff nach Kaunas transportiert. Da einige der Transporter in der Ostsee sanken, kam es zu Verzögerungen beim Bau.